# Her First Biscuits
Her First Biscuits é um filme mudo norte-americano de 1909 em curta-metragem, do gênero comédia, dirigido por D. W. Griffith. O filme foi produzido e distribuído por Biograph Company.

## Elenco
- John R. Cumpson ... Mr. Jones
- Florence Lawrence ... Mrs. Jones